# Пентасульфид рубидия
Сульфид рубидия — бинарное неорганическое химическое соединение рубидия с серой 
с химической формулой Rb2S5,
красные кристаллы.

## Получение
- Прямой синтез из чистых веществ, растворённых в жидком аммиаке:

{\displaystyle {\mathsf {2Rb+5S\ {\xrightarrow {-77^{o}C,NH_{3}}}\ Rb_{2}S_{5}}}}

## Физические свойства
Пентасульфид рубидия образует красные кристаллы
ромбической сингонии,
пространственная группа P 212121,
параметры ячейки a = 0,6837 нм, b = 1,7845 нм, c = 0,6633 нм, Z = 4
.
Пентасульфид рубидия растворяется в воде, из которой кристаллизуется кораллово-красный гидрат Rb2S5•Н2O.
Не растворяется в этаноле и хлороформе.